# Isaac Contostefano
Isaac Contostefano (em grego: Ἰσαάκ Κοντοστέφανος) foi um almirante bizantino durante o reinado do imperador Aleixo I Comneno (r. 1081–1118), marcado por sua incompetência nas guerras contra os normandos.

## Vida
Contostefano aparece pela primeira vez em 1080, durante a campanha imperial contra o rebelde Nicéforo Melisseno. Durante esta expedição, caiu de seu cavalo e esteve próximo de ser capturado pelos aliados turcos de Melisseno, mas foi salvo por Jorge Paleólogo. Ele é mencionado novamente durante o Sínodo de Blaquerna de 1094, quando reteve a posição de protonobilíssimo. Em 1105, Contostefano tornou-se um almirante sênior (duque) na marinha bizantina. Com a antecipada invasão normanda de Boemundo se aproximando, Contostefano foi nomeado mega-duque (comandante-em-chefe da frota imperial), sucedendo Landulfo, e enviado para Dirráquio para interceptá-lo.
Por iniciativa própria, contudo, Contostefano resolveu atacar a cidade de Otranto, na Itália, que foi defendida por Ema de Altavila. Embora suas forças poderiam ter tomado a cidade, Isaac preferiu envolver-se em negociações com Ema, que ela retardou até os reforços normandos chegarem. Derrotado em batalha pelas tropas normandas recém-chegadas, Isaac e sua frota foram forçados a retirar-se para a costa albanesa. Fazendo Aulo sua base, começou a patrulhar o estreito de Otranto. Com as notícias de que o exército de Boemundo preparava-se para cruzar o mar, contudo, boa parte do exército entrou em pânico e fugiu para Himara, enquanto Contostefano foi incapaz de reimpor a ordem.
Após o desembarque bem sucedido de Boemundo, o imperador bizantino Aleixo I Comneno (r. 1081–1118) encarregou Contostefano com a missão de interceptar os comboios de suprimentos normandos, mas ele também falhou. Após receber cartas de Landulfo detalhando a incompetência de Isaac, Aleixo finalmente demitiu-o no verão de 1108 e substituiu-o por Mariano Maurocatacalo.

## Família
Isaac foi o progenitor do ramo mais importante da família Contostefano, que ascendeu à proeminência no século XII em decorrência de seus casamentos com os Comnenos, Ducas, Ângelos, e outras famílias aristocráticas. Eles serviram principalmente como comandantes militares.. Isaac teve vários filhos:
- Estêvão Contostefano, o panipersebasto que casar-se-ia com Ana Comnena, a segunda filha do imperador João II Comneno (r. 1118–1143), e exerceria a função de mega-duque da frota até ser morto no cerco de Corfu em 1149.[10]
- Andrônico Contostefano, casado com Teodora, a filha de Adriano Comneno (monge e depois arcebispo da Bulgária como João IV), que era filho e sobrinho respectivamente de sebastocrator Isaac Comneno e de imperador Aleixo I Comneno (r. 1081–1118).[11][12]   Ele liderou a campanha contra Raimundo de Poitiers em 1144 e tomou parte na expedição de 1156 no sul da Itália.[13]
- João Contostefano, tornou-se mega-duque sob Isaac II Ângelo em 1186.[9]
- Aleixo Contostefano, duque de Dirráquio em 1140, também foi provavelmente filho de Isaac.[9]